# Lucian K. Truscott

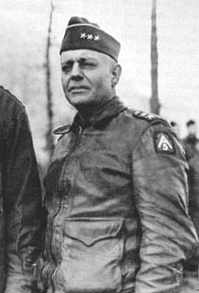
Lucian K. Truscott als Oberbefehlshaber der Fifth Army

Lucian King Truscott Jr. (* 9. Januar 1895 in Chatfield, Texas; † 12. September 1965 in Alexandria, Virginia) war ein US-amerikanischer General. Im Zweiten Weltkrieg führte er zuletzt die 5. US-Armee im Italienfeldzug.

## Leben
Truscott wurde als Sohn eines Arztes geboren und wuchs im ländlichen Oklahoma auf. Er erlernte und übte zeitweilig den Beruf des Lehrers aus, bevor er im April 1917 als Freiwilliger in die US-Armee eintrat. Aufgrund seiner Ausbildung erhielt er die Gelegenheit, in einem Schnellkurs in einem Officers’ Training Camp das Offizierspatent zu erwerben. Anschließend wurde er als 2nd Lieutenant dem 17. Kavallerieregiment zugeteilt, mit dem er während des Ersten Weltkriegs nicht in Übersee eingesetzt wurde. Nach einer Stationierung auf Hawaii und einigen weiteren Verwendungen diente er als Ausbilder an der Kavallerieschule in Fort Riley. Von 1934 bis 1936 absolvierte er die Command and General Staff School in Fort Leavenworth, an der er anschließend lehrte. 1940 wurde er als Student ans Army War College berufen, vor Beginn seines Kurses jedoch zur 1. Panzerdivision nach Fort Knox kommandiert. Anfang 1941 wurde er in den Generalstab des IX. Korps versetzt. Dort schloss er Freundschaft mit Dwight D. Eisenhower, damals Stabschef des Korps. Im gleichen Jahr erhielt er den Befehl über das 5. Kavallerieregiment in Fort Bliss.
Im April 1942 wurde Truscott als Abgesandter der War Plans Division nach Großbritannien entsandt, um als Liaisonoffizier beim britischen Combined Operations Headquarters zu dienen. Dem folgte bald die Aufstellung der ersten Einheit der United States Army Rangers nach dem Vorbild der britischen Commandos. Im August 1942 war Truscott Augenzeuge des Fehlschlags der Operation Jubilee bei Dieppe, an der auch eine kleine Ranger-Einheit teilnahm.
Für die Operation Torch im November 1942 wurde Truscott zum Stellvertreter George S. Pattons als Kommandierender der Western Task Force ernannt und führte persönlich die Landung der 9000 Mann starken Sub-Task Force Goalpost bei Port Lyautey in Marokko. Nach deren Erfolg wurde er zum Major General befördert und diente im Auftrag Eisenhowers als dessen Vertreter im vorgeschobenen Kommandoposten in Constantine, unter anderem während der Schlacht am Kasserinpass in Tunesien. Anfang März 1943 übernahm er in Marokko den Befehl über die 3. US-Infanteriedivision, die er auf die Landung in Sizilien (Operation Husky) vorbereitete.
Truscotts Division landete am 10. Juli in der Nähe von Licata im Südosten Siziliens mit dem Auftrag, die Westflanke der 7. US-Armee zu sichern. Die 3. Infanteriedivision war die am schnellsten vorrückende Division der Alliierten und eroberte Palermo und Messina. Am 18. September 1943 landete die Division bei Salerno auf dem italienischen Festland und führte den Vormarsch zur Gustav-Linie an. Bei der Operation Shingle im Januar 1944 war sie eine der beiden Angriffsdivisionen. Im Rahmen der folgenden Schlacht um den Brückenkopf von Anzio übernahm Truscott Ende Februar den Befehl über das übergeordnete VI. US-Korps. Einheiten seines Korps betraten am 4. Juni als erste die Hauptstadt Rom.
Anschließend wurde das Korps aus der Front gezogen, um sich auf die Landung in Südfrankreich (Operation Dragoon) vorzubereiten. Hierbei fiel dem VI. US-Korps die Hauptrolle bei den Landungen zu, anschließend drang es bis in die Vogesen vor. Im September 1944 zum Lieutenant General befördert, kehrte Truscott Ende Oktober nach Italien zurück, um neuer Oberbefehlshaber der 5. US-Armee zu werden. Diese führte er in den Schlussoperationen des Italienfeldzugs bis zum Kriegsende. Nach der Deaktivierung seiner Armee im Oktober 1945 löste Truscott den verstorbenen General Patton als Oberbefehlshaber der 3. US-Armee und Militärgouverneur in Bayern ab und kehrte im Mai 1946 in die USA zurück.
Nach seinem Ausscheiden aus der Armee im gleichen Jahr diente er zeitweilig in der CIA, unter anderem als Sonderberater des Hohen Kommissars in Deutschland. 1954 wurde er durch ein Gesetz des US-Kongresses auf der Retired List zum Viersternegeneral befördert. Er starb im Alter von 70 Jahren im Walter-Reed-Militärkrankenhaus und wurde auf dem Nationalfriedhof Arlington beigesetzt.

## Auszeichnungen
Auswahl der Dekorationen, sortiert in Anlehnung der Order of Precedence of Military Awards:
- Distinguished Service Cross
- Army Distinguished Service Medal (2 ×)
- Navy Distinguished Service Medal
- Legion of Merit
- Purple Heart

## Schriften
- Command Missions: A Personal Story
- The Twilight of the U.S. Cavalry: Life in the Old Army, 1917–1942